# IL34
IL34 (англ. Interleukin 34) – білок, який кодується однойменним геном, розташованим у людей на короткому плечі 16-ї хромосоми. Довжина поліпептидного ланцюга білка становить 242 амінокислот, а молекулярна маса — 27 482.
| 10         |  | 20         |  | 30         |  | 40         |  | 50         |
| ---------- |  | ---------- |  | ---------- |  | ---------- |  | ---------- |
| MPRGFTWLRY |  | LGIFLGVALG |  | NEPLEMWPLT |  | QNEECTVTGF |  | LRDKLQYRSR |
| LQYMKHYFPI |  | NYKISVPYEG |  | VFRIANVTRL |  | QRAQVSEREL |  | RYLWVLVSLS |
| ATESVQDVLL |  | EGHPSWKYLQ |  | EVETLLLNVQ |  | QGLTDVEVSP |  | KVESVLSLLN |
| APGPNLKLVR |  | PKALLDNCFR |  | VMELLYCSCC |  | KQSSVLNWQD |  | CEVPSPQSCS |
| PEPSLQYAAT |  | QLYPPPPWSP |  | SSPPHSTGSV |  | RPVRAQGEGL |  | LP         |

A: Аланін

C: Цистеїн

D: Аспарагінова кислота

E: Глутамінова кислота

F: Фенілаланін

G: Гліцин

H: Гістидин

I: Ізолейцин

K: Лізин

L: Лейцин

M: Метіонін

N: Аспарагін

P: Пролін

Q: Глутамін

R: Аргінін

S: Серин

T: Треонін

V: Валін

W: Триптофан

Кодований геном білок за функціями належить до цитокінів, факторів росту. 
Задіяний у таких біологічних процесах, як імунітет, вроджений імунітет, запальна відповідь, альтернативний сплайсинг. 
Секретований назовні.